# کودیان (شیراز)
کودیان (شیراز)، روستایی از توابع بخش مرکزی شهرستان شیراز در استان فارس ایران است. مردم این روستا از طایفه مرادی ،محمدی ، بابایی ،صفری، کهن نیک خلق رسولی عبدی  و زندی  می باشند، و اصالتا  کودیانی می باشند و با اینکه جز قشقایی هستند ولی ترک نیستند و به زبان لری لهجه  کودیانی خود سخن می گویند.

## جمعیت
این روستا در دهستان دراک قرار دارد و براساس سرشماری مرکز آمار ایران در سال ۱۳۸۵، جمعیت آن ۱٬۰۵۱ نفر (۲۰۷خانوار) بوده‌است.